# 何岚菁
何岚菁（1964年6月—），女，广东人，中华人民共和国外交官，曾任中华人民共和国驻阿德莱德总领事。

## 生平
1988年，进入中华人民共和国外交部工作，先后在外交部香港澳门事务办公室、中葡联合联络小组中方驻澳门代表处、外交部驻澳门特派员公署、外交部香港澳门台湾事务司任职。2004年，任驻孟加拉国大使馆参赞。2008年，任国务院台湾事务办公室副局长。2011年，任驻美国大使馆参赞。2015年，任外交部香港澳门台湾事务司副司长。2018年11月，出任中华人民共和国驻阿德莱德总领事。2023年9月，自驻阿德莱德总领事离任。

## 家庭
已婚，有一子。